# Saremar
Saremar (acronimo di Sardegna Regionale Marittima) è stata una società di navigazione che disponeva, fino al 2016, di una flotta di sette traghetti con la quale collegava, in regime di continuità territoriale, le isole minori della Sardegna come La Maddalena e l'isola di San Pietro. Collegava inoltre la Sardegna con la Corsica sulla rotta Santa Teresa Gallura-Bonifacio.

## Storia
La Saremar è nata il 27 marzo 1987 a Cagliari dalla cessione aziendale del ramo regionale di Tirrenia di Navigazione, rimanendo sempre sotto il controllo pubblico di Finmare. È poi tornata nuovamente a far parte di Tirrenia dopo 10 anni, come società del gruppo. Il 3 novembre 2009 il Ministro delle infrastrutture e dei trasporti Altero Matteoli assieme al presidente della Regione Sardegna Ugo Cappellacci hanno firmato l'accordo per il passaggio della società di navigazione dal controllo dello Stato, tramite Tirrenia, direttamente alla regione Sardegna, che dal 2011 deteneva il 100% dell'azionariato.
Nell'estate 2011 l'azienda, sotto iniziativa della Regione Autonoma della Sardegna, ha effettuato collegamenti tra Sardegna e Italia continentale, noleggiando due navi Ro-Ro Pax e assumendo personale alberghiero. Il servizio ha svolto due collegamenti dal nord dell'isola, uno per Civitavecchia l'altro con Vado Ligure, per sopperire al caro biglietti ed evitare ripercussioni economiche per i viaggiatori. Le tariffe erano infatti notevolmente aumentate rispetto alle stagioni precedenti, con rincari arrivati fino al 110%, forse dovuti a un cartello tra armatori privati. L'Autorità antitrust ha aperto un'istruttoria nei confronti delle società Moby, Snav, Grandi Navi Veloci e Forship (marchio 'Sardinia Ferries')... per verificare se abbiano posto in essere un'intesa restrittiva della concorrenza. È stata anche presentata, da Altroconsumo, una class action contro gli aumenti; la Corte d'appello non ha ancora deciso sull'ammissibilità dell'azione.
Nel gennaio 2012 la Saremar ha ripreso i collegamenti Olbia-Civitavecchia-Olbia con le motonavi Scintu e Dimonios facendo partenze giornaliere, escluso il sabato, dal 16 gennaio al 31 marzo. Dal 1º aprile 2012 le partenze sono effettuate tutti i giorni. Nei mesi di luglio e agosto 2012 sono previste due partenze al giorno, diurna e notturna, ove a partire dal 1º giugno 2012 è stato riattivato anche il collegamento Vado Ligure - Porto Torres - Vado Ligure. Dal 16 settembre 2012 sono terminati i collegamenti Porto Torres-Vado Ligure e Olbia-Civitavecchia e le navi Coraggio, Dimonios e Scintu non vengono più utilizzate dalla Saremar.
Il 30 ottobre 2015 la Commissione europea ha dato il via libera alla proroga dell'attività della compagnia fino al 31 marzo 2016, dato che ne era prevista la liquidazione per il 1º gennaio a causa dei forti debiti accumulati. Dal 1º aprile dello stesso anno la società ha definitivamente cessato ogni servizio.

## Flotta

### Attiva fino al 2016
| Tipo                    | Nome                   | Lunghezza | Larghezza | Stazza | Capacità passeggeri | Capacità auto | Velocità in nodi | Anno di costruzione | Servizi | Note                                                |
| ----------------------- | ---------------------- | --------- | --------- | ------ | ------------------- | ------------- | ---------------- | ------------------- | --- | --------------------------------------------------- |
| Ferry                   | Arbatax                | 49,15     | 10,34     | 494    | 308                 | 21            | 12               | 1966                | Servizi offerti nella nave: aria condizionata, bar, solarium                                                    | Demolito ad Aliağa nel 2024                         |
| Ferry                   | Ichnusa                | 64,34     | 13,82     | 2181   | 308                 | 50            | 12               | 1986                | Servizi offerti nella nave: aria condizionata, ascensori per disabili, bar, solarium, stabilizzatori antirollio | Opera con lo stesso nome per conto di Ichnusa Lines |
| Traghetto Bidirezionale | Isola di Caprera       | 73,41     | 15,82     | 1342   | 591                 | 90            | 12,5             | 1986                | Servizi offerti nelle navi: aria condizionata, ascensori per disabili, bar, solarium                            | Opera con lo stesso nome per conto di Delcomar      |
| Traghetto Bidirezionale | Isola di Santo Stefano | 73,41     | 15,82     | 1313   | 591                 | 90            | 12,5             | 1992                | Servizi offerti nelle navi: aria condizionata, ascensori per disabili, bar, solarium                            | Opera con lo stesso nome per conto di Delcomar      |
| Ferry                   | La Maddalena           | 49,15     | 10,34     | 494    | 308                 | 21            | 12               | 1966                | Servizi offerti nella nave: aria condizionata, bar, solarium                                                    | Demolito ad Aliağa nel 2023                         |
| Ferry                   | Sibilla                | 69,6      | 14,03     | 994    | 741                 | 60            | 16               | 1979                | Servizi offerti nella nave: aria condizionata, bar, solarium, stabilizzatori antirollio                         | Opera con lo stesso nome per conto di Siremar       |
| Ferry                   | Vesta                  | 69,9      | 14,03     | 985    | 741                 | 75            | 16               | 1981                | Servizi offerti nella nave: aria condizionata, ascensori per disabili, bar, solarium, stabilizzatori antirollio | Opera con lo stesso nome per conto di Siremar       |

## Flotta del passato
| Nome                | Lunghezza | Larghezza | Stazza | Capacità passeggeri | Capacità auto/Merci | Velocità in nodi | Anno di costruzione | Servizio |
| ------------------- | --------- | --------- | ------ | ------------------- | ------------------- | ---------------- | ------------------- | --- |
| Carloforte          | 47,33     | 11,69     | 492    | 400                 | 40                  | 13               | 1973                | Nave non più utilizzata dal 1998 a seguito dell'acquisizione del traghetto Sibilla dalla Caremar. In disarmo negli anni 1999-2000 e in seguito venduto alla Procida Lines nel 2000 fino al 2002. Nel 2002 è stata venduta alla compagnia di navigazione SNAP e successivamente passata nella flotta Laziomar |
| Coraggio            | 199,14    | 26,6      | 26500  | 840                 | 2078                | 24               | 2007                | Nave non più utilizzata dal 16 settembre 2012. Servizi offerti nella nave: aria condizionata, bar, cabine attrezzate per diversamente abili, cucce per animali, negozi di prodotti sardi, self-service, tavola calda                                                                                         |
| Dimonios            | 186,46    | 25,6      | 26904  | 840                 | 2078                | 23               | 2009                | Nave non più utilizzata dal 16 settembre 2012. Servizi offerti nella nave: aria condizionata, bar, cabine attrezzate per diversamente abili, cucce per animali, negozi di prodotti sardi, self-service, tavola calda                                                                                         |
| Isola di San Pietro | 37,09     | 7,6       | 390    | 400                 | 0                   | 34               | 1992                | Ceduta alla Caremar nel 1996. Svolge in alternanza con Achernar e Shaula le corse per Napoli e Pozzuoli Servizi offerti: aria condizionata, bar |
| Limbara             | 50,8      | 12,91     | 492    |                     |                     | 12               | 1966                | Ceduta alla compagnia croata Mediteranska Plovidba nel 1992. La nave fu demolita in Croazia nel 2010. |
| Scintu              | 186       | 25,6      | 26904  | 840                 | 2078                | 23               | 2007                | Nave non più utilizzata dal 16 settembre 2012. Servizi offerti nella nave: aria condizionata, bar, cabine attrezzate per diversamente abili, cucce per animali, negozi di prodotti sardi, self-service, tavola calda                                                                                         |
| Skipper             | 80,9      | 13,38     | 1047   | 640                 | 55                  | 12,5             | 1960                | Nave non più utilizzata dal 1991 a seguito dell'acquisizione del traghetto Vesta dalla Caremar. |
| Teulada             | 49,15     | 10,34     | 494    | 308                 | 21                  | 12               | 1966                | Ceduta nel 1993 alla compagnia croata Jadrolinija. Servizi offerti nella nave: aria condizionata, bar, solarium |

## Rotte effettuate
| Linea                            | Durata della traversata | Nave                                    |
| -------------------------------- | ----------------------- | --------------------------------------- |
| Santa Teresa Gallura ↔ Bonifacio | 1 h                     | Ichnusa                                 |
| Bonifacio ↔ Santa Teresa Gallura | 1 h                     | Ichnusa                                 |
| Palau ↔ La Maddalena             | 15 min.                 | Isola di Caprera/Isola di Santo Stefano |
| La Maddalena ↔ Palau             | 15 min.                 | Isola di Caprera/Isola di Santo Stefano |
| Calasetta ↔ Carloforte           | 30 min.                 | Arbatax/La Maddalena                    |
| Carloforte ↔ Calasetta           | 30 min.                 | Arbatax/La Maddalena                    |
| Carloforte ↔ Portovesme          | 40 min.                 | Vesta/Sibilla                           |
| Portovesme ↔ Carloforte          | 40 min.                 | Vesta/Sibilla                           |
| Porto Torres ↔ Vado Ligure       | 11 h                    | Coraggio                                |
| Vado Ligure ↔ Porto Torres       | 11 h                    | Coraggio                                |
| Olbia ↔ Civitavecchia            | 7 h                     | Scintu/Dimonios                         |
| Civitavecchia ↔ Olbia            | 7 h                     | Scintu/Dimonios                         |

## Galleria d'immagini

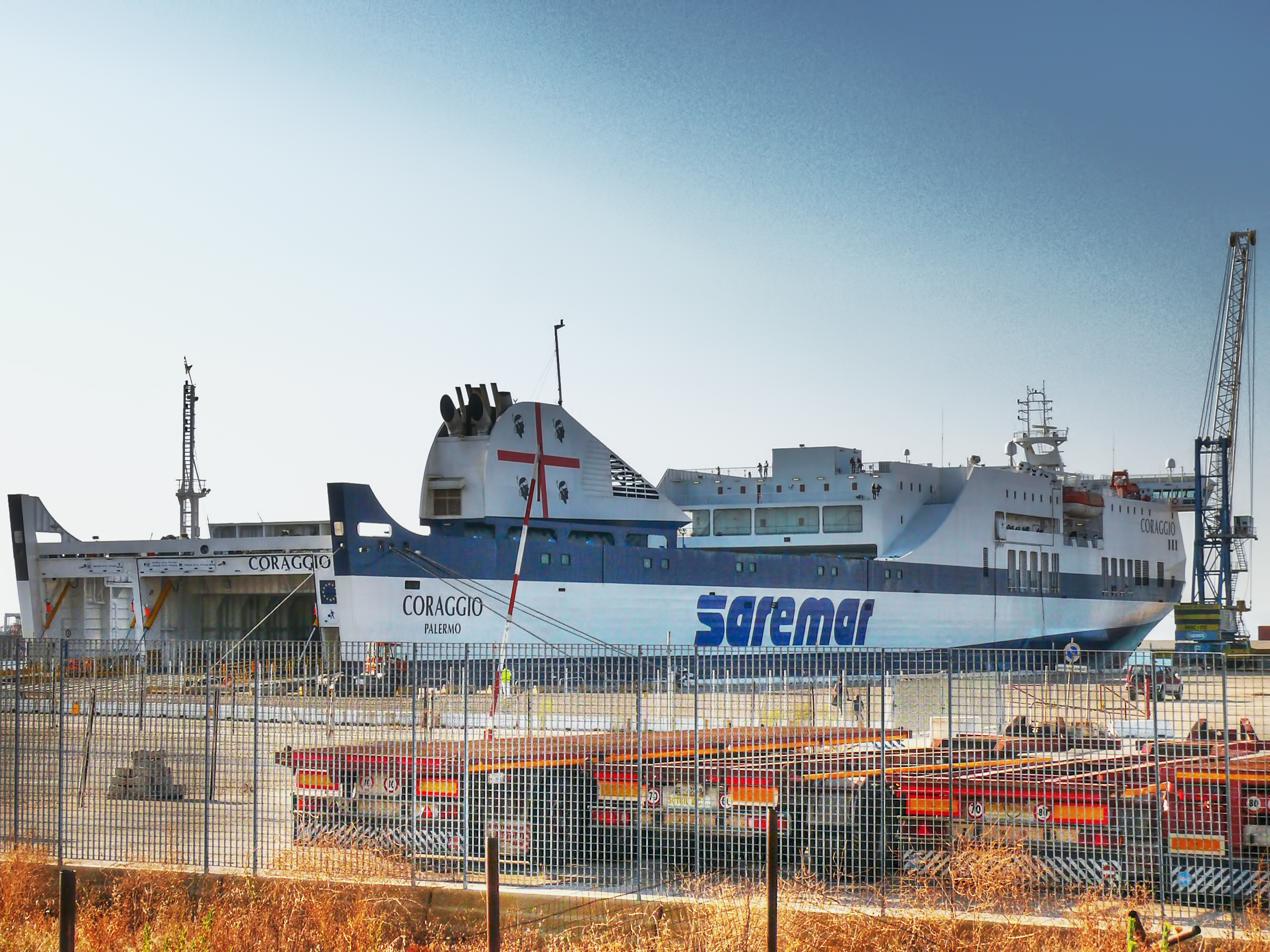
Traghetto Coraggio a Porto Torres in partenza per Vado Ligure.
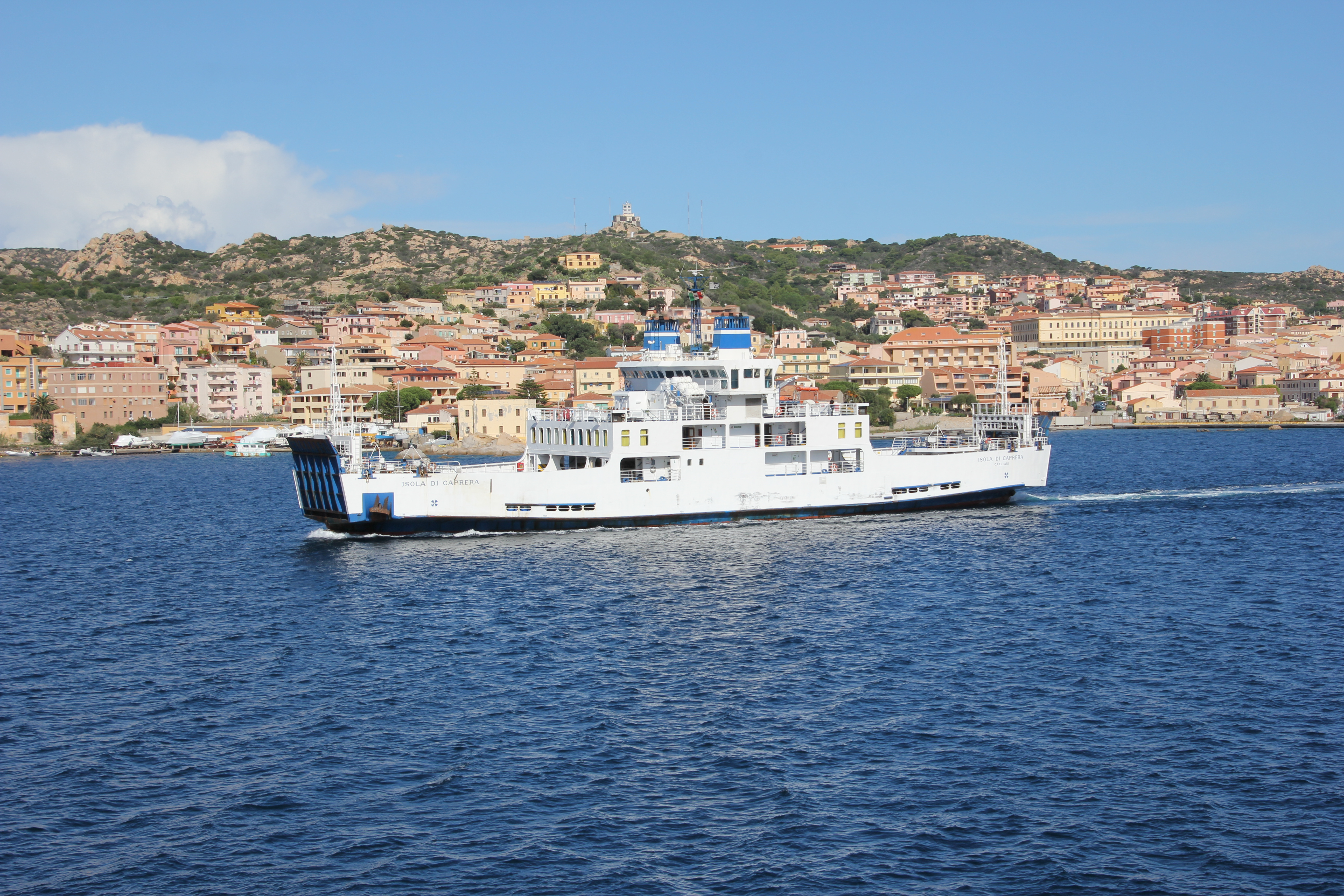
Il traghetto Isola di Caprera in navigazione tra Palau e La Maddalena.
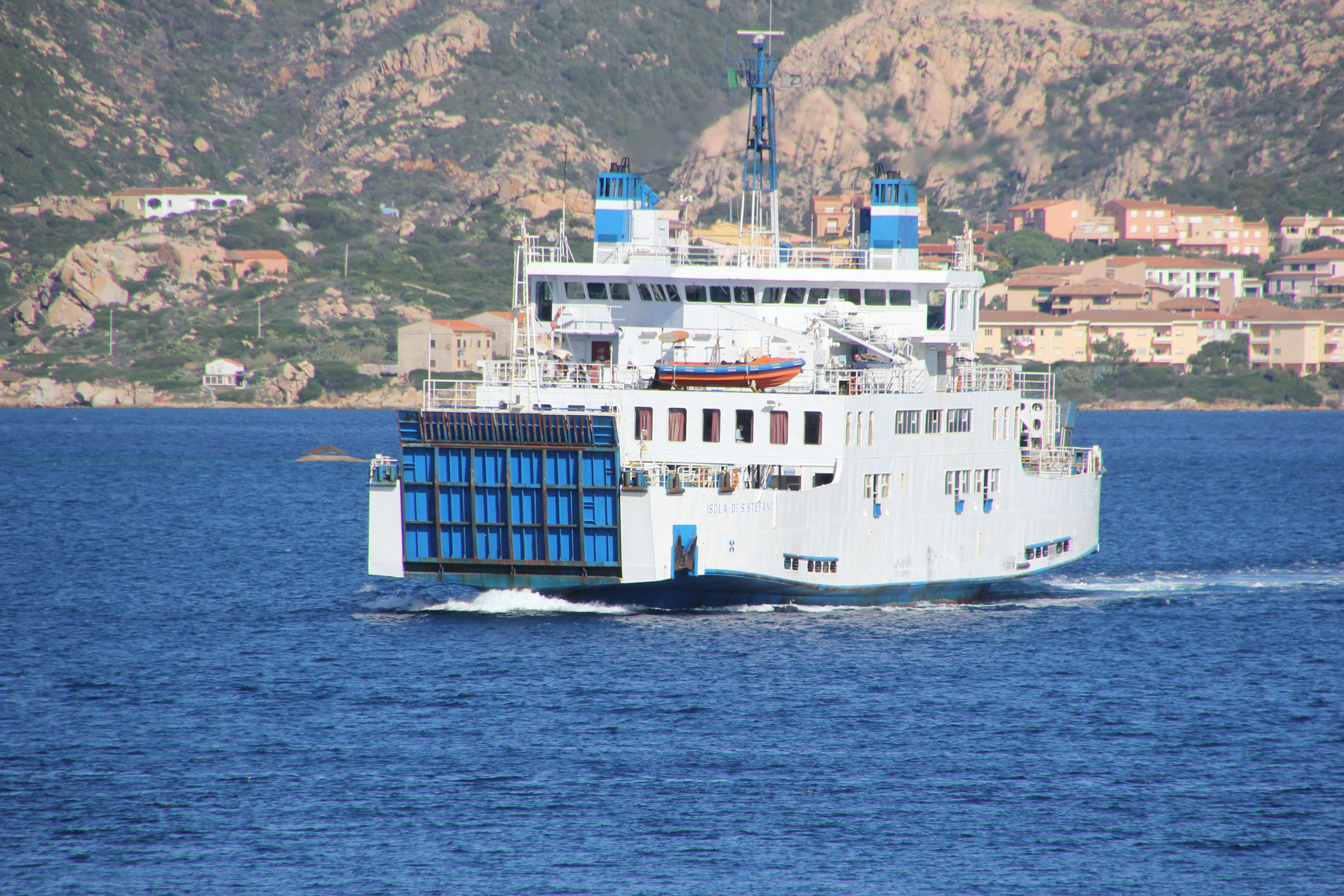
Isola di S. Stefano Palau
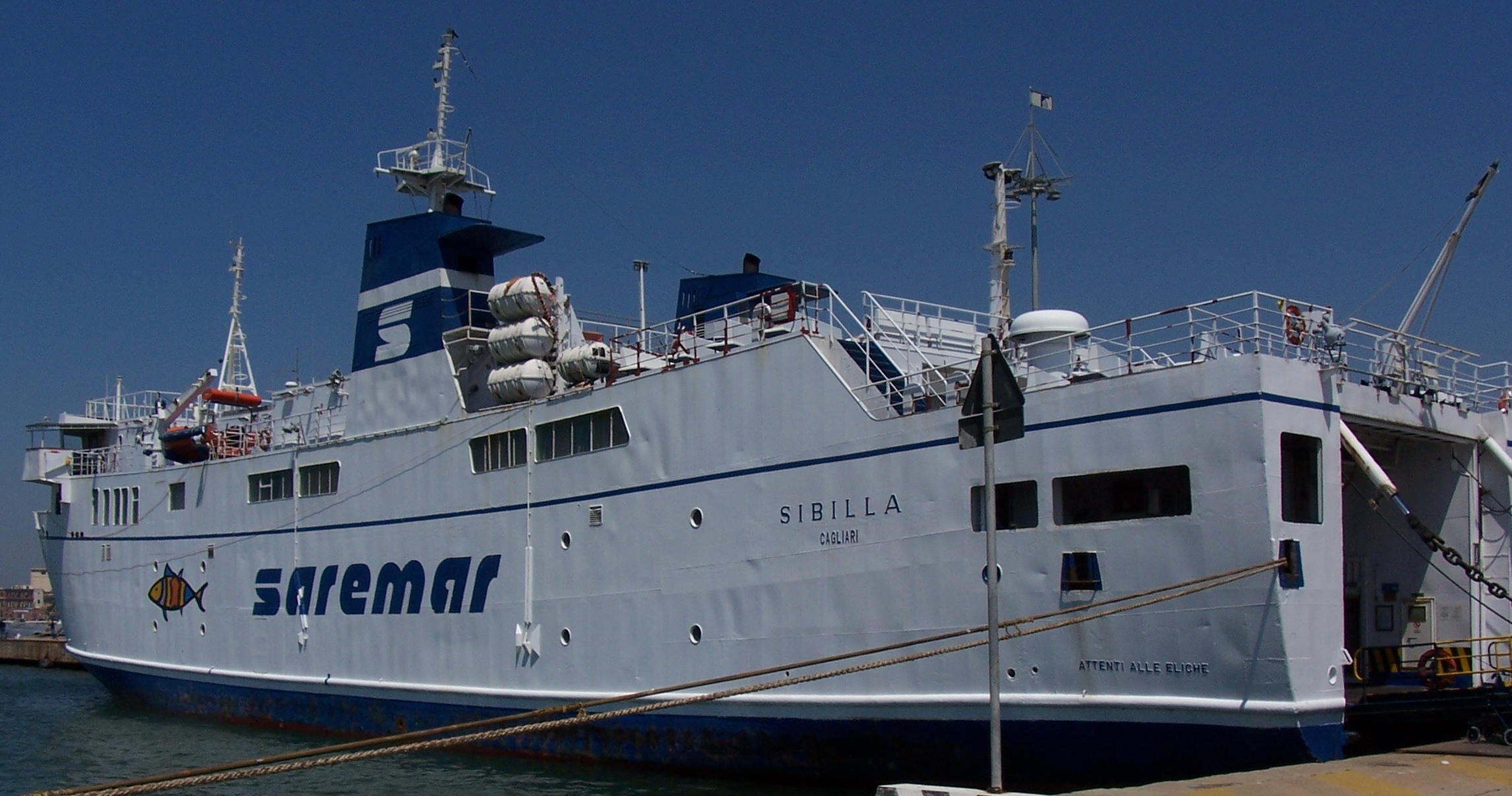
Traghetto Sibilla.
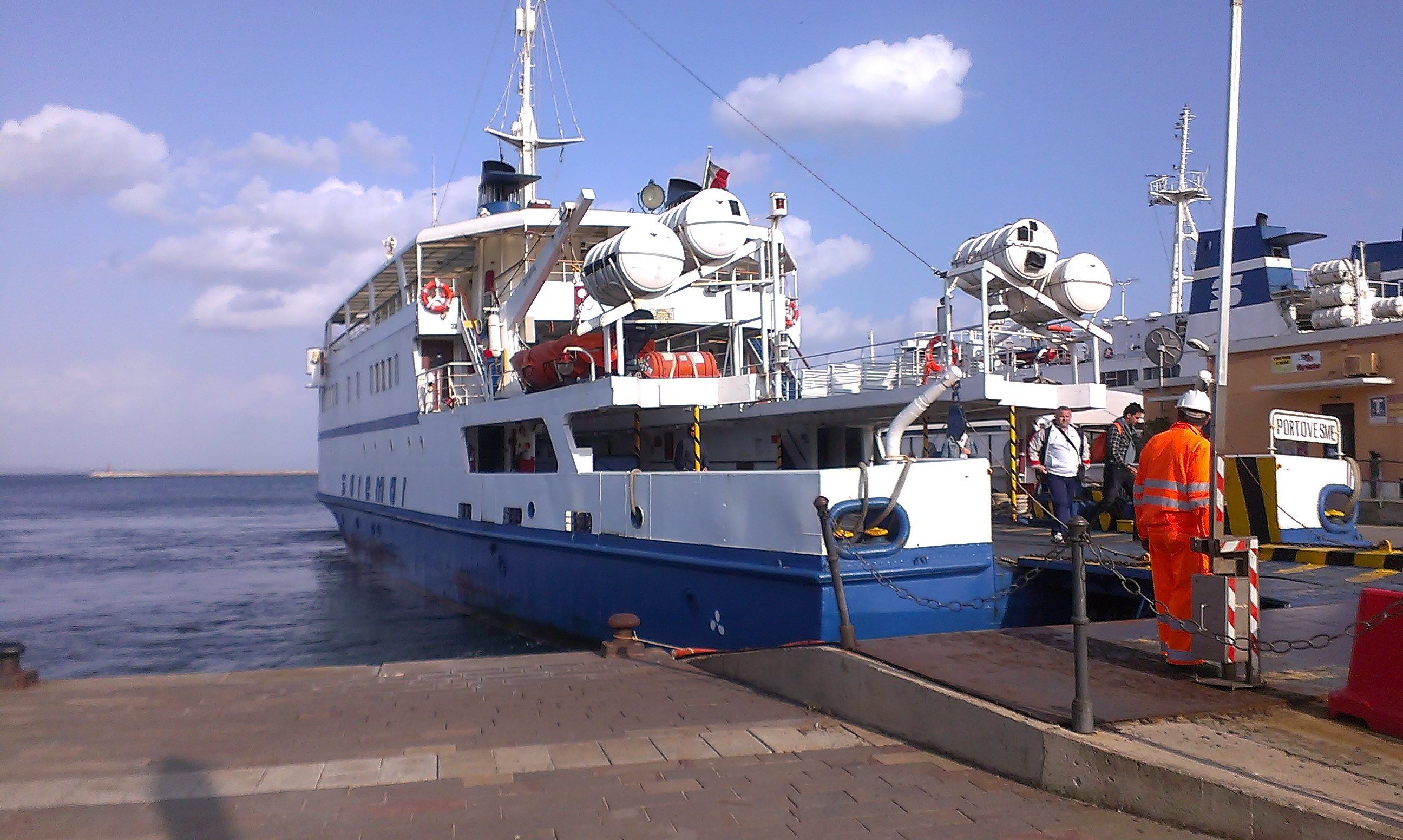
Traghetto Arbatax ormeggiato al porto di Carloforte.

### Riferimenti normativi
- Regione Sardegna, l.r. n. 15 del 7 agosto 2012: Disposizioni urgenti in materia di trasporti in relazione alla privatizzazione della Sardegna regionale marittima (Saremar) S.p.A. B.U.R. Sardegna - n. 35 del 9 agosto 2012.